# Palazzina Russo Ermolli
La Palazzina Russo Ermolli è un edificio di Napoli, ubicato in via Palizzi, nel quartiere Vomero; risulta una dei più importanti interventi di architettura liberty in città.
L'edificio venne eretto tra il 1915 e il 1918 su progetto dell'ingegnere Stanislao Sorrentino.

La struttura si alza su sei piani; dato il carattere scosceso del terreno, l'accesso da via Palizzi è situato al penultimo piano ed è collegato alla sede stradale tramite un ponticello.
La palazzina è dotata di un notevole apparato ornamentale che conferisce all'edificio e alla zona circostante un senso di imponenza e signorilità. La decorazione è in bugnato piatto interrotto da una fascia in stucco con decorazione geometrica che funziona come marcapiano; sul terrazzo sporge alla vista uno pseudocornicione con toro, sul quale si elevano sostegni in pietra che hanno scopo ornamentale e funzionale in quanto sono i punti di ancoraggio della balaustra realizzata nello stesso materiale.
I colori attuali, il grigio/azzurro ed il bianco, sono il risultato di un intervento di restauro effettuato nel 2007; la palazzina precedentemente era bianca e gialla.